# Випуск 2009
Випуск 2009 (англ. Class of '09) — американський детективно-драматичний мінісеріал, створений Томом Робом Смітом, прем'єра якого відбулася на FX на Hulu 10 травня 2023 року.

## Сюжет
У центрі сюжету група представників Федерального бюро розслідувань. У 2009 році вони закінчили одну Академію ФБР у Квантіко, після чого практично не бачилися. Проте смерть спільного друга змушує їх зустрітися знову.
Дія серіалу розгортається у трьох часових площинах: минуле (2009), сьогодення (2023), майбутнє (2034).
Серіал підіймає, зокрема, тему вимушеного вибору в житті. Та його наслідків, що, у підсумку, визначають майбутнє протягом наступних десятиліть, а то й цілого життя.

## Актори та персонажі

### Головні
- Браян Тайрі Генрі — Тайо Майклз, спеціальний агент й колишній страховий аджестер, який згодом стає директором ФБР
- Кейт Мара — Ешлі Поет, спеціальний агент й колишня медсестра, яка спеціалізується на роботі під прикриттям
- Сепідех Моафі — Хоур Назарі, ірансько-американський спеціальний агент, який співпрацює з відділом кібербезпеки агентства
- Браян Дж. Сміт — Деніел Леннікс, виконавчий помічник директора та колишній юрист
- Джон Джон Бріонес — Габріель, спеціальний агент
- Брук Сміт — Дрю, спеціальний агент
- Джейк Макдорман — Мерфі, спеціальний агент та колишній офіцер поліції Солт-Лейк-Сіті
- Розалінд Елеазар — Вів'єн, дружина Тайо

### Запрошені зірки
- Рауль Кастільйо — Амос
- Марк Пеллегріно — Марк, внутрішній терорист

## Виробництво
22 червня 2021 р. з'явилася інформація, що компанія FX на Hulu замовила виробництво мінісеріалу на вісім серій. Творець серіалу — Том Роб Сміт, який також планував стати виконавчим продюсером разом із Ніною Джейкобсон та Бредом Сімпсоном, а Неллі Рід мала стати продюсером. Виробляти серіал мали компанії FX Productions та Color Force. Після оголошення про замовлення серіалу, Браян Тайрі Генрі та Кейт Мара були обрані як виконавці головних ролей. 13 серпня 2022 було оголошено, що режисером пілотного проєкту став Суну Гонера. 10 листопада 2021 Рауль Кастільйо, Джейк Макдорман, Сепіде Моафі, Браян Дж. Сміт, Джон Джон Брайонес, Брук Сміт і Розалінд Елеазар приєдналися до основного акторського складу. 1 березня 2022 року ре Стівен Каналс оголосив, що зняв дві серії серіалу. Прем'єра відбулася 10 травня 2023 року. Перші два епізоди були доступні одразу, а решта повинні виходити щотижня.

## Критика
Агрегатор оглядів Rotten Tomatoes повідомив про рейтинг схвалення 55 % із середнім рейтингом 6,1/10 на основі 11 відгуків критиків. Консенсус критиків вебсайту такий: «серіал навряд чи провалиться завдяки вражаючому акторському складу та інтригуючій структурі, але через анемічне виконання йому далеко до звання відмінника». Ресурс Metacritic, який використовує середньозважену оцінку, присвоїв оцінку 65 зі 100 на основі 10 відгуків критиків, що означає «загалом схвальні відгуки».